# Collegio uninominale Lombardia 2 - 06
Il collegio elettorale uninominale Lombardia 2 - 06 è stato un collegio elettorale uninominale della Repubblica Italiana per l'elezione della Camera tra il 2017 ed il 2022.

## Territorio
Come previsto dalla legge elettorale italiana del 2017, il collegio era stato definito tramite decreto legislativo all'interno della circoscrizione Lombardia 2.
Era formato dal territorio di 52 comuni: Albavilla, Albese con Cassano, Alserio, Alzate Brianza, Anzano del Parco, Arosio, Asso, Barni, Bellagio, Brenna, Cabiate, Caglio, Cantù, Canzo, Capiago Intimiano, Carimate, Carugo, Caslino d'Erba, Casnate con Bernate, Castelmarte, Cermenate, Cucciago, Erba, Eupilio, Faggeto Lario, Figino Serenza, Inverigo, Lambrugo, Lasnigo, Lezzeno, Longone al Segrino, Lurago d'Erba, Magreglio, Mariano Comense, Merone, Monguzzo, Montorfano, Nesso, Novedrate, Orsenigo, Pognana Lario, Ponte Lambro, Proserpio, Pusiano, Rezzago, Senna Comasco, Sormano, Tavernerio, Valbrona, Veleso, Vertemate con Minoprio e Zelbio.
Il collegio era  quindi interamente compreso nella provincia di Como.
Il collegio era  parte del Collegio plurinominale Lombardia 2 - 02.

## Eletti
| Elezione | Elezione | Deputato       | Gruppo parlamentare    |
| -------- | -------- | -------------- | ---------------------- |
|          | 2018     | Nicola Molteni | Lega - Salvini Premier |

## Dati elettorali

### XVIII legislatura
Come previsto dalla legge elettorale, 232 deputati erano eletti con sistema a maggioranza relativa in altrettanti collegi uninominali a turno unico.
| Candidati              | Candidati                | Voti    | %     | Liste                           | Voti    | %     |
| ---------------------- | ------------------------ | ------- | ----- | ------------------------------- | ------- | ----- |
|                        | Nicola Molteni ✔️ Eletto | 73 959  | 53,31 | Lega                            | 46 674  | 33,64 |
| Forza Italia           | Nicola Molteni ✔️ Eletto | 73 959  | 53,31 | 20 445                          | 14,74   |       |
| Fratelli d'Italia      | Nicola Molteni ✔️ Eletto | 73 959  | 53,31 | 5 629                           | 4,06    |       |
| Noi con l'Italia - UDC | Nicola Molteni ✔️ Eletto | 73 959  | 53,31 | 1 211                           | 0,87    |       |
|                        | Patrizia Lissi           | 29 649  | 21,37 | Partito Democratico             | 25 158  | 18,13 |
| +Europa                | Patrizia Lissi           | 29 649  | 21,37 | 3 690                           | 2,66    |       |
| Italia Europa Insieme  | Patrizia Lissi           | 29 649  | 21,37 | 460                             | 0,33    |       |
| Civica Popolare        | Patrizia Lissi           | 29 649  | 21,37 | 341                             | 0,25    |       |
|                        | Carmelina Pisanello      | 26 532  | 19,12 | Movimento 5 Stelle              | 26 532  | 19,12 |
|                        | Davide Pivi              | 2 907   | 2,10  | Liberi e Uguali                 | 2 907   | 2,10  |
|                        | Andrea Biraghi           | 1 233   | 0,89  | CasaPound                       | 1 233   | 0,89  |
|                        | Claudio Bizzozero        | 1 014   | 0,73  | Grande Nord                     | 1 014   | 0,73  |
|                        | Francesca Frigerio       | 946     | 0,68  | Italia agli Italiani            | 946     | 0,68  |
|                        | Fabrizio Baggi           | 770     | 0,56  | Potere al Popolo!               | 770     | 0,56  |
|                        | Monica Memeo             | 655     | 0,47  | Il Popolo della Famiglia        | 655     | 0,47  |
|                        | Fabio Fruschera          | 398     | 0,29  | 10 Volte Meglio                 | 398     | 0,29  |
|                        | Mauro Abbate             | 275     | 0,20  | Partito Valore Umano            | 275     | 0,20  |
|                        | Sergio Schneider         | 253     | 0,18  | Per una Sinistra Rivoluzionaria | 253     | 0,18  |
|                        | Saverio Campana          | 77      | 0,06  | Blocco Nazionale per le Libertà | 77      | 0,06  |
|                        | Barbara Vecchi           | 69      | 0,05  | PRI - ALA                       | 69      | 0,05  |
| Totale                 | Totale                   | 138 737 | 100   |                                 | 138 737 | 100   |
|                        |                          |         |       |                                 |         |       |
| Voti non validi        | Voti non validi          | 4 585   | 3,20  |                                 |         |       |
| Votanti                | Votanti                  | 143 322 | 77,62 |                                 |         |       |
| Elettori               | Elettori                 | 184 641 |       |                                 |         |       |